# واپسین شطحیات
واپسین شطحیات کتابی است شامل یادداشت‌های دوران بیماری فریدریش نیچه، که توسط یوهان خوک زبانشناس دانشگاه لیدن هلند جمع‌آوری شده و در سال ۱۹۹۸ زیر عنوان «من مرده‌ام چون احمقم» به چاپ رسیده است. نویسندهٔ اصلی عنوان «یادداشت‌های بیماری» را بر اثر خود گذارده که مترجم فارسی بنا بر ذوق خود عنوان «واپسین شطحیات» را برای آن برگزیده است. در واقع این نوشته تنها اثری از نیچه است که توسط او بین سال‌های ۱۸۸۹ تا ۱۸۹۷، یعنی دوران کسوف معنوی‌اش، به تحریر در آمده و می‌توان آن را به نوعی واپسین نوشته‌های او دانست. 

## پس‌زمینهٔ اثر
بنا بر پژوهش‌های اخیر معلوم شده که خواهر نیچه شماری از نوشته‌های برادرش را که به نظرِ او «ناپسند» یا «غیراخلاقی» می‌آمده، «اصلاح» کرده یا از بین برده است. طی سال‌های ۱۹۳۵-۱۸۹۷ الیزابت مسئولیت بایگانی نیچه را در وایمار بر عهده گرفت و کوشید نظریاتِ شخصی خود را به مدیران و همکاران بایگانیِ نیچه تحمیل کند. بخصوص از سال ۱۹۲۰ به بعد، الیزابتِ قدرت‌طلب گرایش‌های فاشیستی پیدا کرد و به دست‌کاری و سانسور برخی آثار پرداخت و مقداری از نسخه‌ها و دست‌نوشته‌های نیچه «ناپدید» شد. متن حاضر جزو اسناد ناپدیدشدهٔ آن دوران است که به دست یکی از همکاران یوهان خوک افتاد.

## پی‌نوشت
1. ↑  Johan Gok
2. ↑  Notes de la Maladie
3. ↑  F. Nietzsche, Mort parce que bête, Parc, 1998, pp. 8-10.